# Mahenoides pauliani
Mahenoides pauliani là một loài bọ cánh cứng trong họ Cerambycidae.